# Ninja Gaiden Dragon Sword
Ninja Gaiden Dragon Sword è un videogioco di tipo avventura dinamica, parte della serie Ninja Gaiden, sviluppato dal Team Ninja e pubblicato da Tecmo e Ubisoft nel 2008 per Nintendo DS.

## Trama
Sei mesi dopo gli eventi di Ninja Gaiden, Ryu Hayabusa ha ricostruito il villaggio Hayabusa. Dopo una sessione di allenamento con la kunoichi Momiji, che stava combattendo contro un drago rosso, successivamente sconfitto da Ryu, fu sconfitta dallo stesso drago rosso e venne rapita dai membri del Clan del Ragno Nero, per ordine della strega Obaba, che spera di ottenere l'Occhio del Drago per Ishtaros. Ryu, alla ricerca di Momiji, finisce al monastero di Tairon, capitale dell'Impero Vigoor, dove affronta orde di demoni nelle vicinanze. Dopo aver trovato un oggetto strano, ritorna al suo villaggio, dove il fabbro Muramasa, lo informa che si tratta di una pietra contenente l'essenza di un Drago Oscuro. Se tutte le otto pietre vengono raccolte, rilasciano un potere molto maggiore della Spada del Drago Nero.
Una volta che Ryu trova le altre sette pietre, le porta alla sede del Clan del Ragno Nero, dove incontra Obaba, ora trasformato in un demonio, e la sconfigge. Le pietre rivelano un portale verso gli Inferi, dove Ishtaros attende il ninja alle porte dell'Inferno, con Momiji come ostaggio. Il demone ruba le sette pietre e l'ottava sembra essere in possesso di Ishtaros come gioiello della sua corona. Ishtaros attacca Ryu, che ha la spada senza l'Occhio del Drago. Improvvisamente appare lo spirito di Kureha che dona l'Occhio del Drago, trasformando la spada di Ryu nella Vera Spada del Drago per poter sconfiggere Ishtaros. Nicchae, sorella del demone, preleva la sua anima e insieme le pietre per poter resuscitare l'imperatore Vigoor.
I demoni non riescono a controllare il potere delle pietre, causando la distruzione dell'imperatore. Mentre Nicchae combatte contro Ryu, un Drago Oscuro compare dal bozzolo che ha assorbito i due demoni e Ryu è costretto a ucciderlo per evitare una catastrofe, salvando così Momiji.